# المصرف الإسلامي الليبي
المصرف الإسلامي الليبي، (بالإنجليزية: Libyan Islamic Bank)‏، هو مصرف ليبي تأسس عام 2017 م، ويُعتبر أول مصرف إسلامي في ليبيا وهي مؤسسة مالية إسلامية تقوم بمزاولة أنشطة المصرفية الإسلامية وفقًا لأحكام الشريعة الإسلامية والتشريعات النافذة.

## النشأة
تحصل المصرف الإسلامي الليبي على الموافقة المبدئية للتأسيس كأحد خمس مصارف جديدة لسنة 2014م بموجب قرار مجلس إدارة مصرف ليبيا المركزي برأس مال 250 مليون دينار ليبي دُفع منه مبلغ 100 مليون دينار عند الاكتتاب - ما نسبته 40% - واستكمل باقي المبلغ خلال المدة التالية، بدأ المصرف توسعه من فرع واحد لعدة فروع داخل البلاد كان أولها فرع أبو مليانة «الإدارة العامة» أولى فروع المصرف الإسلامي الليبي ونقطة انطلاقه، مختص بإدارة شؤون المصرف ويتضمن كافة حسابات الموظفين العاملين بداخله بالإضافة لعدد كبير من الشركات بمختلف القطاعات.

## فروع المصرف الإسلامي الليبي

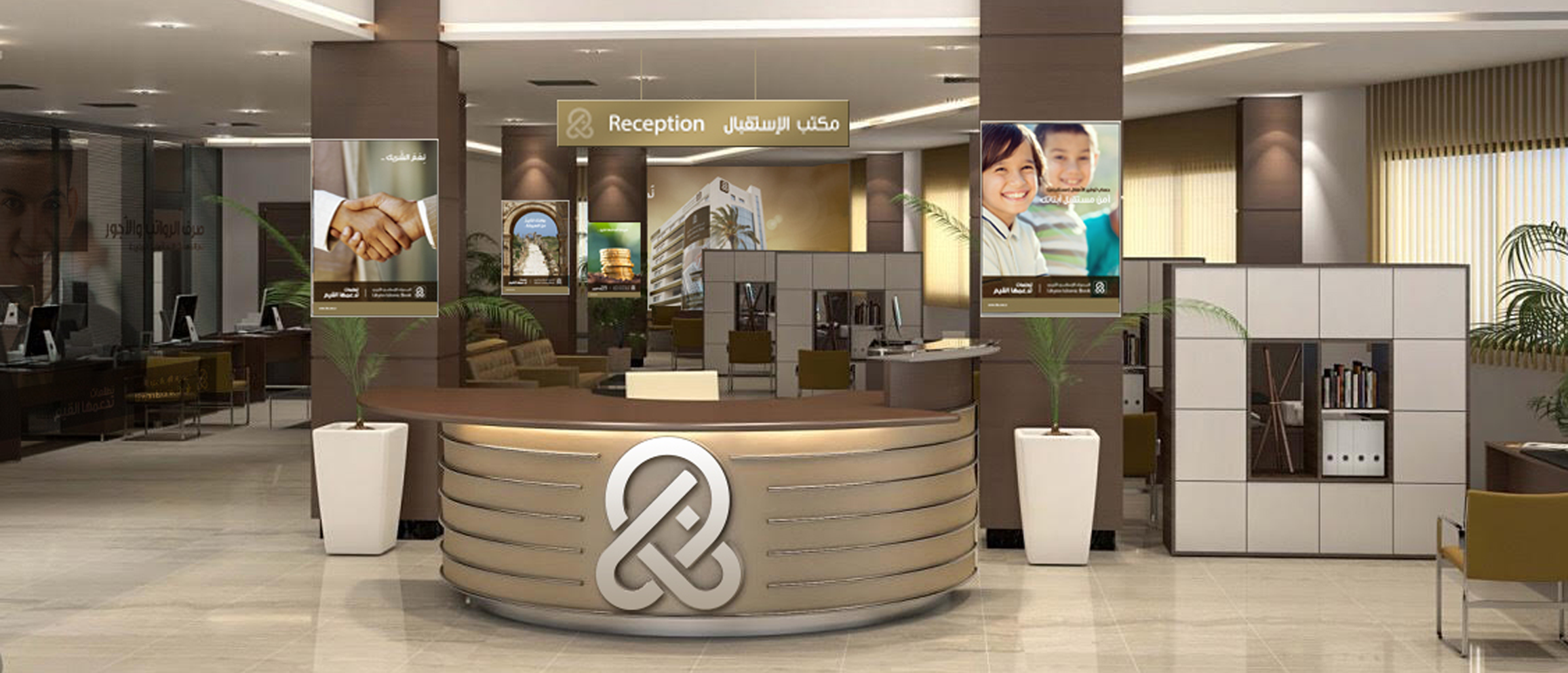
فرع المصرف الإسلامي الليبي في طرابلس، ليبيا

- فرع أبومليانة: أبومليانة مقابل مسجد القدس/ طرابلس[5]

• فرع السياحية : طريق المدينة السياحية جنزور بالقرب من معهد النفط / طرابلس
• فرع تاجوراء : الطريق الساحلي شرقاً بعد الإشارة الضوئية البيفي – هاوية اليهودي / تاجوراء
• فـــرع الســـواني بنمطقة الدريبي - الشارع الكبير / سوق سيتي مول / طرابلس
• فرع حي الاندلس : برج طرابلس الدور الاول / طرابلس
• فرع سوق الجمعة : طريق الخدمات، مقابل جسر المشاة مدرسة المنصورة / طرابلس
• فرع مصراتة : الطريق رقم (4) المتفرع من الطريق الدائري الثالث الرويسات / مصراته

• وكالة مصراتة : تقاطع طريق يدر مع الطريق الدائري التاني ( عند الاشارة الضوئية) /مصراتة
• فرع الخمس: شارع بن جحا / بجانب السجل المدني الخمس.
• فرع زليتن : شارع الاستقلال بجانب محطة وقود بن مسعود / زليتن
• فرع غريان : - منطقة تغسات المبنى الاستثماري لشركة ليبيا للتأمين.
• فرع الجميل : الجّميل - خلف بيوت الشباب .
• فرع صبراتة : صبراتة - شارع الأثار .
• صالة خدمات الزبائن نادي الاهلي بنغازي - قاريونس - بنغازي

## الخدمات المقدمة من قبل المصرف الإسلامي الليبي
يقدم المصرف الإسلامي خدمات مجال الصيرفة الإسلامية حيث يعمل المصرف داخل السوق المحلي على استقطاب الجهات الاعتبارية التجارية وتقديم خدمات الاعتمادات المستندية لهم لغرض استيراد السلع والبضائع، كذلك يقدم خدمات بيع العملة لصالح الأغراض الشخصية ويعد المصرف الأول بالنسبة للطلبات المقدمة لشراء العملات الأجنبية من مصرف ليبيا المركزي، ويوفر المصرف الإسلامي الليبي تشكيلة من البطاقات المصرفية المحلية والدولية التي صممت لتتوافق تماماً مع أحكام الشريعة الإسلامية بالإضافة إلى خدمة الإشعارات عبر الرسائل النصية.
أما بالنسبة للخدمات الإلكترونية فيعتبر المصرف الإسلامي الليبي حديث النشأة في هذا المجال، حيث يقتصر عمل المصرف حالياً على خدمة نقاط البيع والصرافات الآلية ويسعى المصرف جاهداً لتفعيل الخدمات الإلكترونية بشكل كبير والاستغناء عن المعاملات التقليدية.

## وصلات خارجية
- موقع «ليبنك» الرئيسي.
- موقع «ليبنك» البوابة الإلكترونية.

لم يتم العثور على روابط لمواقع التواصل الاجتماعي.